# Kayl vasútállomás
Kayl vasútállomás Luxemburgban, Kayl településen található.

## Vasútvonalak
Az állomást az alábbi vasútvonalak érintik:
- 6c-vasútvonal

## Kapcsolódó állomások
A vasútállomáshoz az alábbi állomások vannak a legközelebb:
- Noertzange vasútállomás
- Tétange vasútállomás